# INERGEN

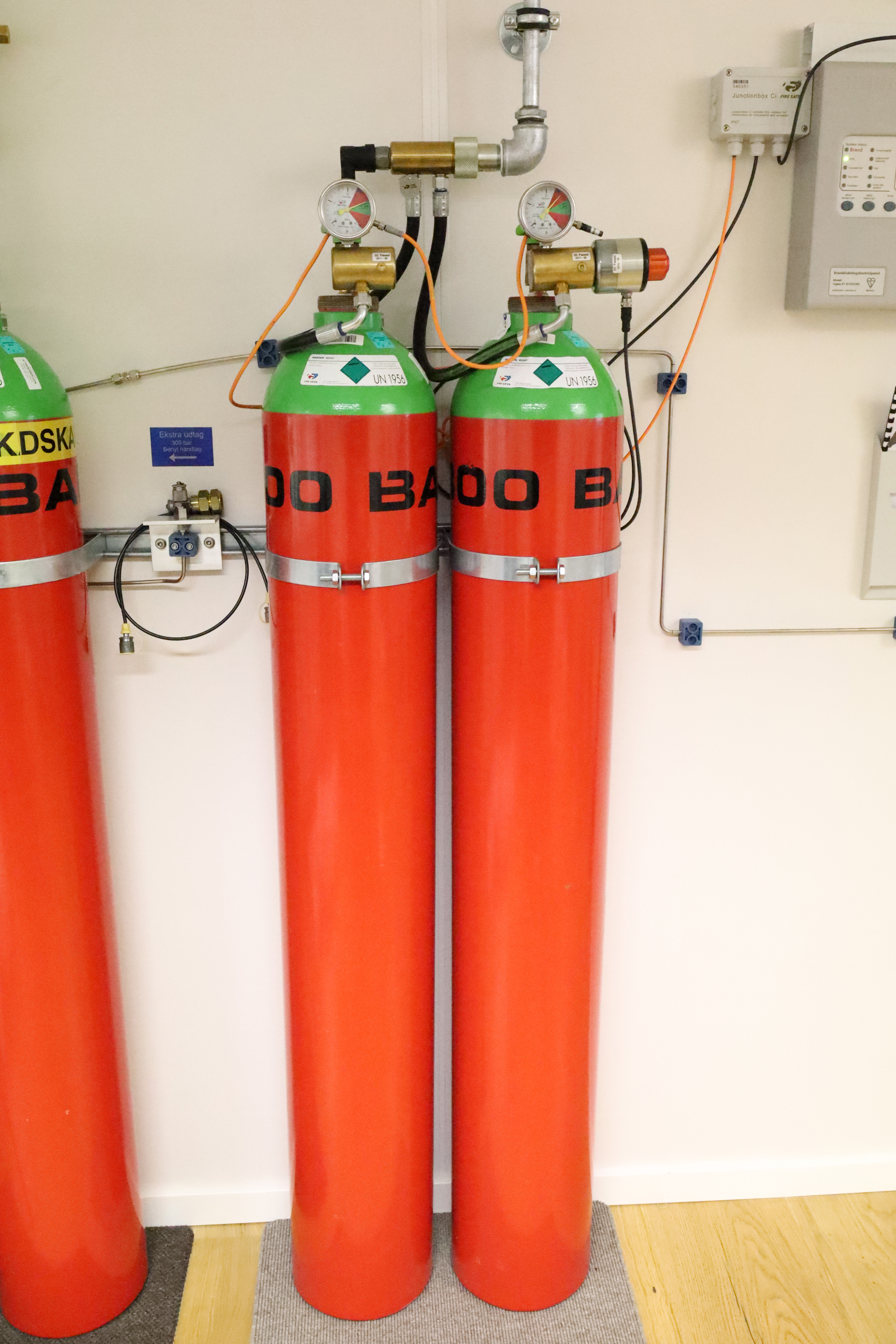
Tanques de acero que contienen INERGEN.

INERGEN o inergén es el nombre comercial (y marca registrada por la empresa Wormald Mather+Platt) de un gas diseñado para la extinción de incendios. Está indicado para fuego eléctrico y estancias cerradas.
Se emplea habitualmente en centro de proceso de datos, bibliotecas, archivos de documentación, filmotecas, etc.

## Características químicas
El gas inergén es una mezcla de gases en la siguiente proporción:
- nitrógeno: 52 %
- argón: 40 %
- dióxido de carbono: 8 %.[3]

Es incoloro e inodoro. También se denomina agente limpio porque no deja rastros al utilizarlo.

## Motivación
El gas inergén se desarrolló como sustituto del gas halón para la extinción de incendios.
El halón ha sido prohibido en la mayor parte del mundo debido a sus efectos extremadamente perniciosos para la capa de ozono.

## Principios de funcionamiento
El gas inergén extingue el fuego gracias al desplazamiento del oxígeno, a diferencia del halón, que se combina con él.
Paradójicamente, el componente clave del gas inergén es el dióxido de carbono. Este compuesto permite al cuerpo humano adaptarse a la atmósfera creada por el gas reduciendo su consumo de oxígeno. Se trata de un efecto similar al experimentado cuando se hace un ejercicio físico prolongado. Los pulmones se adaptan mediante inspiraciones más profundas y más pausadas.

## Ventajas e inconvenientes
Ventajas:
- El inergén no contiene halocarbonos, y por tanto, respeta la capa de ozono. Tampoco genera residuos ácidos tras la extinción del fuego.
- Cuando se libera en espacios cerrados no impide la respiración.
- No es tóxico ni provoca efectos secundarios (por ejemplo, palpitaciones), como los halocarbonos.
- No es necesario tomar medidas excepcionales para su ventilación, ya que su densidad es similar a la del aire. Tampoco se estratifíca ni se diluye.
- Es fácilmente adaptable a una instalación anterior de gas halón.

Inconvenientes:
- No alcanza el estado líquido bajo presión, pero la elevada presión a la que se contiene el gas (300 bar) hace que las botellas sean de tamaño similar a las de otros gases.
- Para que sea eficaz, es necesario que el gas se libere rápidamente ocupando aproximadamente un 50 % de la estancia en muy poco tiempo. El repentino cambio de presión en la atmósfera puede dañar las instalaciones si no se instalan unas compuertas para el alivio de la sobrepresión provocada por el gas.

## Modo de empleo
El inergén se suele instalar como medio de extinción de incendios en estancias cerradas, tales como centros de proceso de datos.
Para ello se habilita una pequeña sala donde se ubican las bombonas de gas. Cada bombona tiene una válvula de apertura rápida, un manómetro y un disparador, bien eléctrico o bien neumático. Su expulsión tiene lugar a través de tuberías que pasan por un colector encargado de regular la presión (alrededor de 60 bar). El disparo puede ser manual o automático gracias a detectores de incendios.